# Richard Piper (arbitre)
Pour les articles homonymes, voir Richard Piper.
Richard Piper est un ancien arbitre trinidadien de football des années 2000, qui arrêta en 2007.

## Carrière
Il a officié dans des compétitions majeures : 
- Gold Cup 2003 (2 matchs)
- Coupe du monde de football des moins de 17 ans 2003 (1 match)